# Lindsaea dubia
Lindsaea dubia är en ormbunkeart som beskrevs av Kurt Sprengel. Lindsaea dubia ingår i släktet Lindsaea och familjen Lindsaeaceae. Inga underarter finns listade.